# 加瓦尔达
加瓦尔达，是西班牙巴伦西亚自治区巴伦西亚省的一个市镇。总面积8平方公里，总人口1169人（2001年），人口密度146人/平方公里。